# Audi R18
El Audi R18 es un sport prototipo cerrado de homologación LMP1-híbrido construido por el fabricante alemán Audi, tuvo varias generaciones que fueron avanzando tecnológicamente con el tiempo para acomodarse al reglamento impuesto por FIA, se caracteriza por utilizar un motor diésel (TDI), algo poco común en el automovilismo mundial, el primero de todos fue el R18 TDI, que debutó en los 1000 km de Spa-Francorchamps en 2011, su última carrera fue las 6 Horas de Baréin 2016 donde consiguió su última victoria.

## Listado de las generaciones
- Audi R18 TDI (2011): 3.7 L V6 TDI (no híbrido)
- Audi R18 e-tron quattro y Audi R18 TDI Ultra (2012): 3.7 L V6 TDI híbrido (e-tron quattro) y no híbrido (Ultra)
- Audi R18 e-tron quattro (2013): 3.7 L V6 TDI (híbrido)
- Audi R18 e-tron quattro (2014): 4.0 L V6 TDI (híbrido), el motor diésel es rediseñado por restricción de reglamento.
- Audi R18 e-tron quattro (2015): 4.0 L V6 TDI (híbrido)
- Audi R18 LMP (2016): 4.0 L V6 TDI (híbrido), se reemplaza el volante de inercia por batería para aumentar la potencia eléctrica.

Monta un motor diésel, V6 equipado con un solo turbocompresor, situado encima del motor y que respira gracias a la toma de aire que tiene, en comparación con el V10 con dos turbocompresores que utilizaba su predecesor inmediato, el Audi R15 TDI. Todo ello para adaptarse a las nueva normativa de Le Mans, impuestas por Automobile Club de L’Ouest (ACO) y la Federación Internacional del Automóvil (FIA), para el año 2011, y que en general propició que los fabricantes optaran desde entonces por propulsores más pequeños. Este motor V6 TDI es comparativamente en lo que a su nivel técnico se refiere más avanzado que los motores de producción en serie de su generación y sirve como banco de pruebas tecnológico para el desarrollo y producción de futuros motores.
En consecuencia, la potencia del motor frente a versiones anteriores se vio reducida, pero compensada por la disminución de peso, de aproximadamente un 25 % solamente en el motor, que es ahora mucho más compacto, el mejor reparto de pesos con un centro de gravedad más bajo, la mejora de la aerodinámica al carenar el vehículo y la mejora en los flujos de aire a través del vehículo; la mejora en la eficiencia, dado que este diseño de conjunto de carrocería, toma de aire, turbocompresor y motor aprovecha mejor la presión aerodinámica que existe cuando se rueda a grandes velocidades evitando la pérdida de potencia.
Otro cambios significativos están en los colectores de escape que se han movido de su posición en los flancos derecho e izquierdo del motor para situarse en las dos bancadas de cilindros o en la reducción de dos a un solo tubo de escape de gases. Muchos de estos cambios continúan el trabajo de Audi de para seguir innovando en el concepto de motor que arrancó Audi Motorsport en julio de 2009 y buscar el aligeramiento global de los vehículos.
El chasis, es un monocasco de fibra de carbono, otra novedad por haber sido diseñado como una única pieza y no repartirse en las dos mitades habituales como hasta ahora. Esto debería suponer un ahorro considerable de peso y mayor rigidez estructural.
Otra novedad funcional y estética son los faros, desarrollados con tecnología led para la luz diurna, y cuya forma crea el número 1 con la alineación de los ledes en la parte delantera de los pasos de rueda.
El proceso de diseño, desarrollo y construcción de este vehículo comenzó a mediados de 2009. Según informó la propia jefatura de ingeniería de Audi la experiencia con otros modelos de competición, como el Audi A4 del DTM, ha servido para acortar los tiempos de desarrollo de varios sistemas. El motor V6 TDI ha estado funcionando en los bancos de pruebas y dinamómetros desde el verano de 2010. una unidad de pruebas del R18, con Allan McNish al volante, realizó las primeras pruebas dinámicas en un circuito a finales de noviembre de 2010.

## Competición
La prueba oficial previa en la pista de Le Mans permitirá al vehículo realizar algunas vueltas al circuito y al equipo reunir datos sobre el comportamiento del mismo, durante toda la jornada del 24 de abril de 2011. El debut oficial en competición está previsto para las 6 Horas de Spa-Francorchamps (Bélgica), que se celebrarán el 8 de mayo de 2011. La prueba de las 24 horas de Le Mans tendrá lugar los días 11 y 12 de junio de 2011.
El primer y más ambicioso objetivo de este modelo era la victoria en la 79.ª edición de las 24 Horas de Le Mans celebrada el lunes 13 de junio de 2011, con vistas a obtener el que sería el décimo título de esta prueba, tras ganar con el Audi R8 LMP, el R10 TDI y R15. Audi presentó tres Audi R18 en Le Mans dentro del equipo Audi Sport Team Joest, la escudería más laureada de todos los tiempos en Le Mans. Uno de los carros, pilotado por Allan McNish, sufrió un espectacular y fuerte choque con un Ferrari 458 GT. Más tarde Mike Rockenfeller, tuvo un accidente mucho más fuerte que McNish, ya que sufrió un toqué a más de 300 km/h con otro Ferrari y se estrelló de frente con el Tármac. El auto quedó destrozado, pero salió ileso a excepción de una herida no tan profunda del chasis del Audi. Pero el tercer Audi, pilotado por Benoît Tréluyer-Marcel Fassler-André Lotterer obtuvo la victoria final con 355 vueltas.
Además de la prueba de resistencia de Le Mans Audi Sport Team Joest disputó la Copa Intercontinental Le Mans con dos unidades. Peugeot venció las demás carreras, por lo cual Audi fue subcampeón de marcas y equipos de la clase LMP1.

## «DieselGate», complicaciones con el reglamento y disolución del equipo
Todos los años en los que el equipo Audi Sport Team Joest estuvo al mando del R18 fueron de grandes avances y logros, pero la situación para «el fabricante de Ingolstadt» se complicaba más por la reglamentación dura que la FIA imponia sobre el R18 por tener una mecánica diésel para balancear su rendimiento en relación con los prototipos a gasolina, Audi debía luchar para cumplir esas normas y a la vez para presentar cada vez un prototipo más rápido y eficiente en pista, las limitaciones en el consumo de gasóleo, limitación de potencia, presión del turbo, etc hacían que el prototipo sea cada vez más caro de producir y la participación del equipo se ponía cada vez más en duda, hasta que en septiembre de 2015 el mundo del grupo Volkswagen se complicaba al darse a saber que varios de los motores diésel o «TDI» que se vendían en Estados Unidos y en otras partes del mundo tenían un programa electrónico que hacia que los motores «mintieran» sobre sus emisiones de gases de escape, contaminando más de lo que debían una vez que los vehículos estaban en circulación normal, pero reducian sus emisiones al detectar si estaban siendo testeados, y esto atrajo muchos problemas económicos y políticos, al tratar de solucionar los motores «trucados» y pagar indemnizaciones a los estados afectados haciendo que el presupuesto destinado para competir se debiese reducir, además Porsche (otra marca del grupo) también estaba participando en el WEC con su propio prototipo, el 919 Hybrid con un presupuesto similar, pero el factor determinante fue la necesidad para los directivos de "deshacerse" de la imagen de marca de Audi y Volkswagen con respecto a ser un fabricante que apostaba por los motores diésel, el equipo confirmó su salida del campeonato luego de las 6 Horas de Fuji de 2016 para final de ese año luego de 18 años de competición al máximo nivel.

## Último prototipo
El último de la familia R18 se presentó a principios de 2016 como «el coche a batir al campeón actual» (Porsche consagrado en 2015) presentaba grandes cambios en comparación al R18 e-tron quattro de 2015, presentaba una revisión total en el motor TDI aumentando su eficiencia, pero perdiendo casi 43hp (de 558hp en 2015 a 515hp) para cumplir con el consumo de combustible por vuelta estipulado por reglamento (el tanque de combustible paso de 54.2 litros a 49), además grandes cambios aerodinámicos que eran fáciles de notar a simple vista, pero el mayor cambio fue el abandono del volante de inercia para almacenar la energía eléctrica recuperada en las frenadas por una batería de ion-litio de mayor capacidad, esto fue fundamental para contrarrestar las restricciones al motor diésel, ya que le permitió al motor-generador eléctrico pasar de 200hp a 475hp en el eje delantero y además se pudo simplificar la transmisión que pasó de 7 a 6 marchas (se consideró innecesario la séptima por el par del V6 y reducir sobrepeso); pero toda esta gran eficiencia y actualizaciones estuvieron algo opacadas por la falta de fiabilidad general del prototipo, que no le dio al equipo los resultados esperados, el golpe más fuerte fue el rápido abandono de las chances de ganar las 24 Horas de Le Mans debido a un problema en el Turbocompresor del auto número #7 que rápidamente se quedó lejos de los líderes Toyota y Porsche, y un bajísimo rendimiento en pista del número #8 dejó a Audi con un podio en el tercer lugar solo por problema mecánico que sufrió el Toyota que venía liderando la carrera y el coche número #7 sin clasificar, la temporada terminó con una victoria en Baréin terminando 1.º el Audi número #8 y 2.º el número #7, pero no bastó para subir en el clasificador mundial donde terminaron de nuevo por debajo de Porsche y su 919 Hybrid. Para 2017 se consideró alquilar los R18 2016 para equipos privados que quisieran estar en la categoría LMP1 pero rápidamente se abandonó esta idea ya que los gastos de construcción y personal seguirían siendo elevados y la gestión de la tecnología del coche seria complicada. Evidentemente por la repentina decisión de abandonar el campeonato, el R18 2017 ya estaba en pruebas de túnel de viento, pero nunca llegó a construirse a escala real.